# Between You and Me
Between You and Me ist eine 2016 in der australischen Metropole Melbourne gegründete Pop-Punk-Band.

## Geschichte
Gitarrist Chris und Schlagzeuger Jamey Bowerman hatten 2016 die Idee, eine Rockband gründen zu wollen. In Jake Wilson, der zu dieser Zeit Vocal-Cover-Videos auf YouTube veröffentlichte, fanden die beiden einen Frontsänger für ihre Band. Aufgrund einer Verletzung am Handgelenk war es Jamey Bowerman einige Zeit lang nicht möglich Schlagzeug zu spielen. Dadurch spielten die Musiker zu diesem Zeitpunkt lediglich Akustikstücke. In Jai Gibson und James Karagiozis, deren Band Sidelines sich kurz zuvor trennte, konnten ein weiterer Gitarrist und ein Bassist gefunden werden.
Im Oktober des Jahres 2016 erschien mit Paper Thin eine EP mit fünf Stücken im digitalen Format und als physischer Tonträger.
Die Gruppe tourte zu ihren Anfangszeiten bereits mit Gruppen wie Trash Boat, As It Is und With Confidence. Im Juli des Jahres 2017 wurde die Band vom US-amerikanischen Independent-Label Hopeless Records unter Vertrag genommen. Am 13. Juli 2018 wurde mit Everything Is Temporary das Debütalbum über Hopeless Records veröffentlicht.
Im Oktober und November 2018 tritt die Band erstmals in den Vereinigten Staaten und Kanada auf. Dies geschieht im Rahmen der Hopeless-Noise-Co-Headlining-Tour von Roam und Like Pacific. Im Jahr 2020 nimmt die Gruppe ihr zweites Album auf, welches 2021 erscheinen wird.

## Stil
Obwohl die Musiker Einflüsse aus verschiedensten Musikrichtungen vorweisen, wird die Musik der Gruppe als Pop-Punk beschrieben, in der ebendiese Einflüsse miteinander kombiniert werden. Dabei erinnert die Musik an die frühen Werke von All Time Low, sowie an Mayday Parade und Yellowcard. Das Gitarrenspiel und die textliche Thematik im Stück I Can’t Help It rufen Vergleiche zu nothing, nowhere. hervor.
Der Gesang von Jake Wilson weckt Ähnlichkeiten zu Neck Deep in ihrer Rain-in-July-Zeit. Die Gruppe arbeitet mit genretypischen Inhalten wie vergiftete zwischenmenschliche Beziehungen, allerdings werden auch der Tod einer der Musiker nahestehenden Person sowie die psychische Gesundheit als lyrische Themen aufgegriffen.

## Diskografie
- 2016: Paper Thin (EP, Eigenproduktion)
- 2018: Everything Is Temporary (Album, Hopeless Records)